# Sericostoma pyrenaicum
Sericostoma pyrenaicum är en nattsländeart som beskrevs av Francois Jules Pictet de la Rive 1865. Sericostoma pyrenaicum ingår i släktet Sericostoma och familjen krumrörsnattsländor. Inga underarter finns listade i Catalogue of Life.